# Kayes régió
Kayes régió Mali legnyugatibb régiója. Területe több mint 120 000 km², lakossága pedig majd kétmillió fő. Székhelye Kayes, amely az ország ötödik legnagyobb városa. Nagyobb városai még Nioro du Sahel és Bafoulabé. Főleg kasszonkék, malinkék, fulák és szonkikék lakják.

## Földrajza

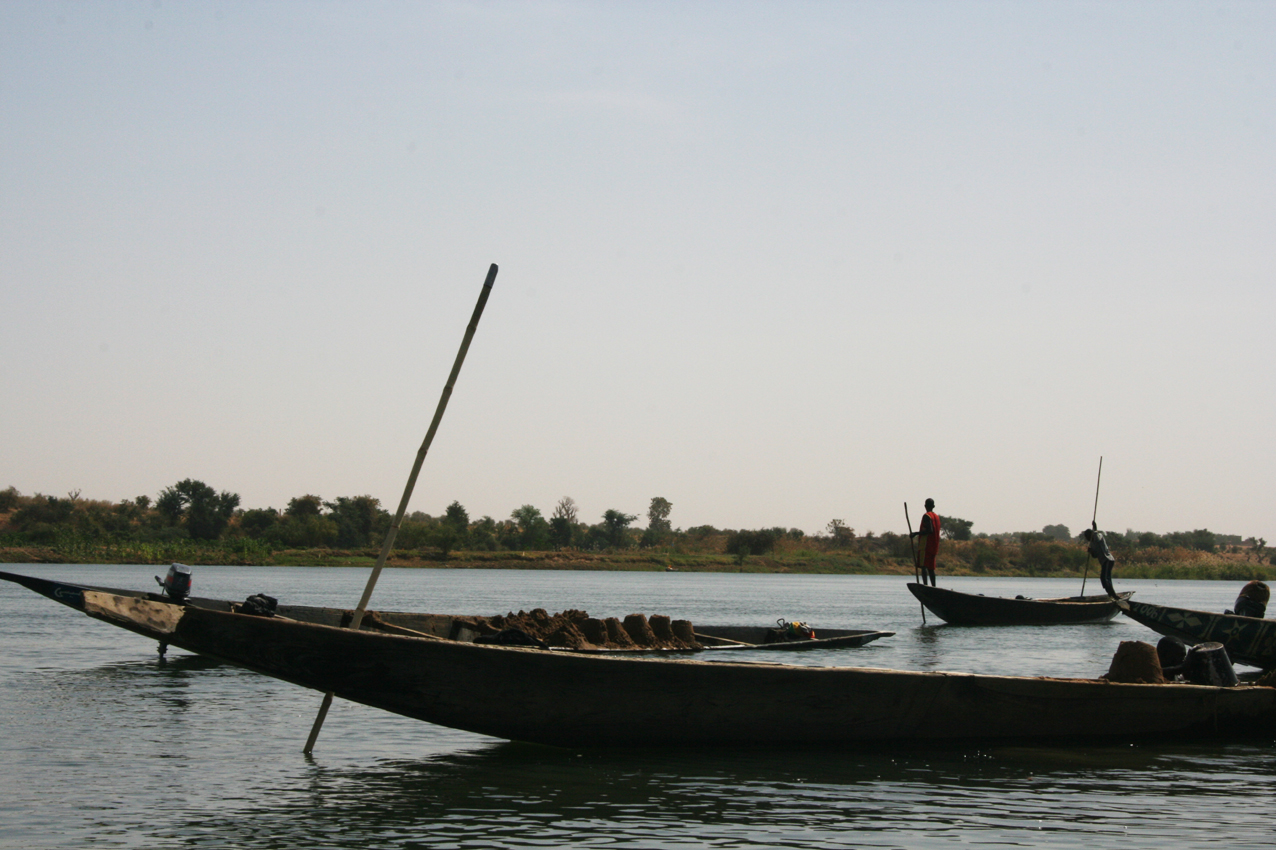
Tutajok a Szenegál-folyó partján

A régiót északról Mauritánia, nyugatról Szenegál, délről Guinea, keletről pedig Koulikoro régió határolja. 
A régió déli részén, a guineai határnál főként trópusi hatások érvényesülnek, így az ottani klíma viszonylag nedves, míg az északon lévő sivatagos részen az éghajlat szárazabb. Az északi rész, amely már a Száhel-övezetbe tartozik, Afrika legforróbb területeihez tartozik. Kayesben, a régió fővárosában a nyári hónapok alatt az átlagos napi maximum 46 °C körül alakul.
A régióban összesen 21 erdőrezervátum van, amelyek összesen több mint 250 000 hektárnyi földet borítanak be. Ezen kívül négy nemzeti park is található itt, a Kouroufing, a Wango, a Banifing és a Boucle du Baoulé Nemzeti Park. Az utóbbi 1999-ben síremlékei és sziklarajzai miatt felkerült az világörökségi javaslatok listájára is.
Főbb folyói a Bafing és a Bakoyé, valamint az egyesülésükből létrejövő Szenegál. A Szenegál-folyó mentét vízesések is tarkítják, a legnagyobbak közé tartozik a Félou- és a Gouina-vízesés.

## Fordítás
- Ez a szócikk részben vagy egészben  a   Kayes Region című angol Wikipédia-szócikk fordításán alapul.  Az eredeti cikk szerkesztőit annak laptörténete sorolja fel. Ez a jelzés csupán a megfogalmazás eredetét és a szerzői jogokat jelzi, nem szolgál a cikkben szereplő információk forrásmegjelöléseként.
- Ez a szócikk részben vagy egészben  a   Région de Sikasso című francia Wikipédia-szócikk fordításán alapul.  Az eredeti cikk szerkesztőit annak laptörténete sorolja fel. Ez a jelzés csupán a megfogalmazás eredetét és a szerzői jogokat jelzi, nem szolgál a cikkben szereplő információk forrásmegjelöléseként.